# Pergaminho Vindel

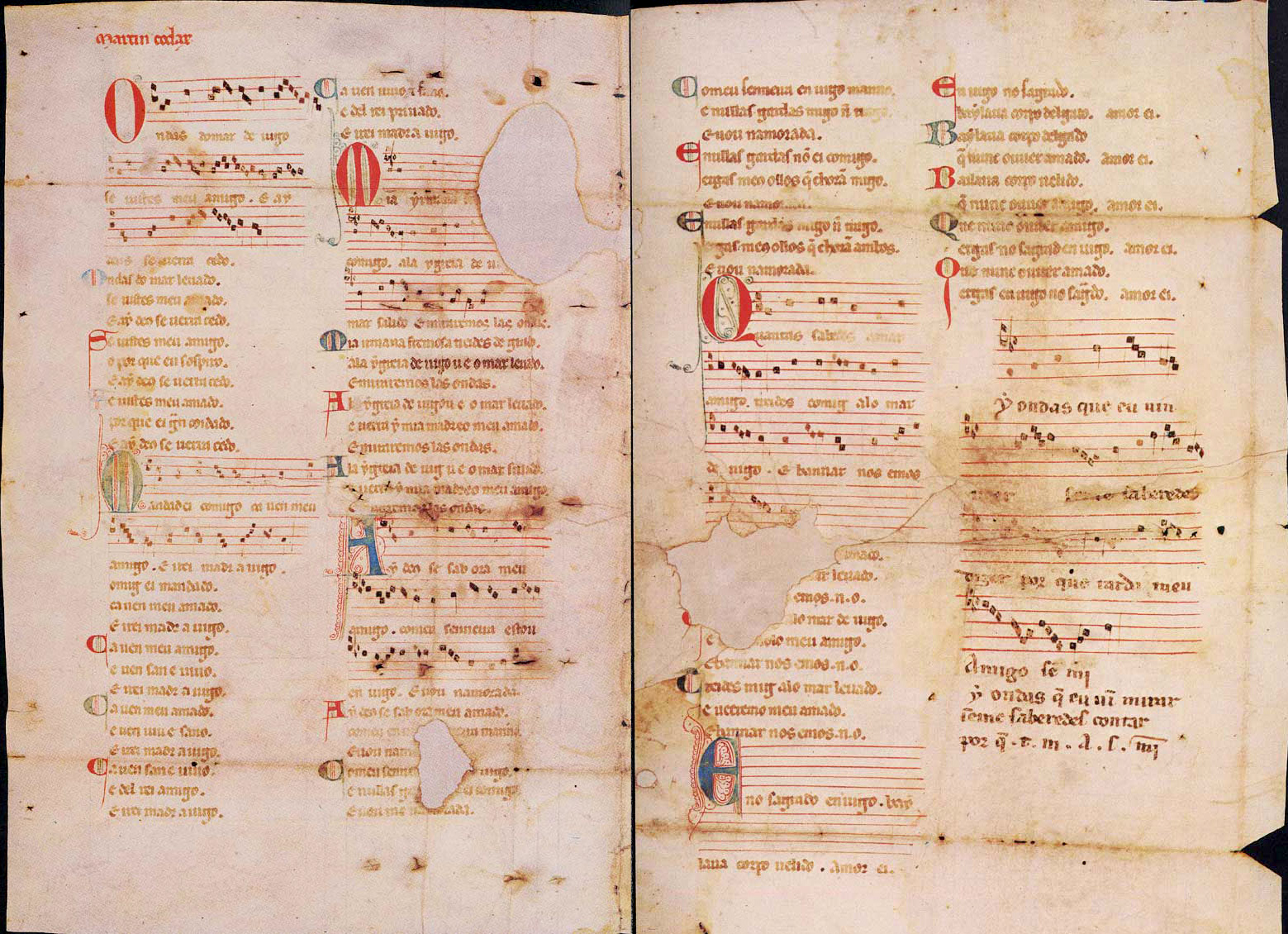
O pergamimho Vindel (Pierpont Morgan Library, New York, Vindel MS M979)

O Pergaminho Vindel é um texto copiado no final do século XIII ou começo do XIV e possui características similares ao Cancioneiro da Ajuda. Contém as sete cantigas de amigo de Martim Codax, com notação musical incluída em seis.
A descoberta deste pergaminho deve-se à sorte: ocorreu quando Pedro Vindel no princípio do século XX o encontrou em sua biblioteca, servindo de forro a um exemplar do De officiis de Cícero.

## História
A descoberta deste pergaminho deveu-se ao acaso. O comerciante de livros antigos Pedro Vindel encontrou-o na sua biblioteca, em 1914, na guarda interior de um exemplar do livro De officiis de Cícero, do século XIV com encadernação do século XVIII. 
O pergaminho foi adquirido a Pedro Vindel pelo diplomático e musicólogo Rafael Mitjana, que o depositou na sua biblioteca de Uppsala, cidade sueca na qual residia. À sua morte, em 1921, a biblioteca passou à sua viúva e posteriormente foi vendida pelos seus herdeiros. Após várias vicissitudes, o pergaminho foi adquirido pelo bibliófilo Otto Haas e posto à venda em Londres pelo seu colega Albi Rosenthal. Finalmente foi comprado pela Pierpoint Morgan Library de Nova Iorque, na qual se conserva desde 1977, sob a assinatura Ms. 979.
A primeira notícia da descoberta foi feita a conhecer por Pedro Vindel, em fevereiro de 1914, na revista Arte Español. No ano seguinte, em 1915, o livreiro publicou a primeira edição fac-símile do manuscrito.

## Descrição
O tamanho do pergaminho é de 34 x 45 cm. Está escrito por uma única face, a quatro colunas, com 26, 24, 23 e 17 linhas respectivamente. A primeira coluna contém 5 pentagramas, 6 a segunda, 6 a terceira e 4 a quarta. O texto foi escrito em tinta preta e os pentagramas em tinta vermelha. As iniciais estão ornamentadas a azul e vermelho. O nome do jogral Martim Codax aparece na parte superior do pergaminho, a vermelho. Na cópia do pergaminho intervieram várias mãos.
Contém sete cantigas de amigo, seis delas com notação musical:
- Ondas do mar de Vigo
- Mandad'ei comigo ca ven meu amigo
- Mia yrmana fremosa treides comigo
- Ay Deus se sab'ora meu amado
- Quantas sabedes amar amigo
- En o sagrad' e Vigo (Texto sem a notação musical)
- Ay ondas que eu vin veer

Os seus textos já eram conhecidos por fazer parte dos cancioneiros sem música da lírica galaico-portuguesa. Contudo, a sua música constitui, com as sete cantigas de amor de Dom Dinis, encontradas no Pergaminho Sharrer, as únicas amostras encontradas da canção profana galaico-portuguesa. A música das cantigas está escrita em notação quadrada, com ligaduras similares às Cantigas de Santa Maria.
A descoberta do pergaminho veio confirmar a hipótese sobre a existência de folhas com o texto e a música das poesias trovadorescas que eram entregadas pelos trovadores aos jograis para a sua interpretação.